# Водопроводный мост
Водопрово́дный мост — мост в городе Павловске (Пушкинский район Санкт-Петербурга). По нему улица Правды пересекает реку Тызьву.
Мост был построен в 1777—1787 годах (арх. Э. Карбонье, инж. Ф. Б. Баур, инж. И. К. Герард) в составе сооружений Таицкого водопровода. Поэтому под проезжей частью проходит коллектор водопровода. Мост, как и весь Таицкий водовод, является объектом культурного наследия федерального значения.
Официально название мосту было присвоено 12 августа 2014 года. В топонимической комиссии пояснили, что наименование моста никогда официально не упразднялось, но по неизвестной причине выпало из документов.